# Limnophora atra
Limnophora atra är en tvåvingeart som beskrevs av Robineau-desvoidy 1830. Limnophora atra ingår i släktet Limnophora och familjen husflugor.
Artens utbredningsområde är Mauritius. Inga underarter finns listade i Catalogue of Life.